# Guvernoratul As-Suwayda
Guvernoratul As-Suwayda (în arabă: محافظة السويداء‎, Muḥāfaẓat as-Suwaydā) este un guvernorat în partea sudică a Siriei, fiind cel mai sudic dintre toate și învecinându-se cu Guvernoratul Mafraq din Iordania. Capitala sa este orașul As-Suwayda.